# Poljska škola filma
Poljska škola filma (polj. Polska Szkoła Filmowa) neslužbeni je naziv skupine poljskih redatelja i scenarista koji su djelovali između 1955. i 1963. godine. 
Ova skupina je bila pod izravnim utjecajem Talijanskog neorealizma. Liberalne promjene koje su se dešavale u Poljskoj poslije 1956. pomogle su prikazati složenost poljske povijesti tijekom Drugog svjetskog rata i njemačke okupacije. Među najvažnijim temama su bili bivši vojnici poljskog pokreta otpora i njihova uloga u post-ratnoj Poljskoj i nacionalne tragedije poput nacističkih koncentracijskih logora i Varšavskog ustanka. Političke promjene su dozvolile skupini da se javno očituju o skorašnjoj povijesti Poljske. Ipak, cenzura je bila još uvijek jaka kada se diskutiralo o povijesti poslije 1945., i vrlo malo filmova je snimljeno na ovu temu. Ovo je bila glavna razlika između članova Poljske škole filma i Talijanskih neorealista. 
Poljska škola filma je bila prva koja je naglasila nacionalni karakter Poljaka, i jedan od prvih umjetničkih pokreta u 
Srednjoj Europi koji se otvoreno suprotstavio smjernicama Socijalističkog realizma. Članovi pokreta često naglašavaju ulogu pojedinca u odnosu na zajednicu.
Postojale su dva trenda u okviru pokreta: mladi redatelji poput Andrzeja Wajde općenito proučavaju ideju herojstva, dok druga skupina (najpoznatiji predstavnik Andrzej Munk) analizira lik Poljaka uz pomoć ironije, humora i seciranje nacionalnih mitova.